# Cantó de Bréhal
El cantó de Bréhal és un cantó francès del departament de la Manche, situat al districte de Coutances. Té 14 municipis i el cap es Bréhal.

## Municipis
- Anctoville-sur-Boscq
- Bréhal
- Bréville-sur-Mer
- Bricqueville-sur-Mer
- Cérences
- Chanteloup
- Coudeville-sur-Mer
- Hudimesnil
- Longueville
- Le Loreur
- Le Mesnil-Aubert
- La Meurdraquière
- Muneville-sur-Mer
- Saint-Sauveur-la-Pommeraye

## Història
| Data d'elecció                           | Identitat                  | Partit           | Qualitat |
| ---------------------------------------- | -------------------------- | ---------------- | -------- |
| 1945-1949                                | René Rapilly               | MRP              |          |
| 1949                                     | André Ganne de Beaucoudray | RPF              |          |
| 1949-1955                                | René Rapilly               | MRP              |          |
| 1955-1984                                | Jean Girot                 | Independent      |          |
| 1984-1993                                | Bernard Rolland            | Divers droite    |          |
| 1993-                                    | Jean-Marie Remoué          | RPR, després UMP |          |
| les dades anteriors no són pas conegudes |                            |                  |          |
|                                          |                            |                  |          |

## Demografia
| A partir de 1990: Població sense dobles comptes |